# Alexis Monney
Alexis Monney, född 8 januari 2000, är en schweizisk alpin skidåkare.

## Karriär
Vid VM 2025 i Saalbach-Hinterglemm tog Monney brons i störtlopp och silver i lagkombination tillsammans med Tanguy Nef.